# Aceratium sphaerocarpum
Aceratium sphaerocarpum är en tvåhjärtbladig växtart som beskrevs av Kanehira & Hatusima. Aceratium sphaerocarpum ingår i släktet Aceratium och familjen Elaeocarpaceae. Inga underarter finns listade i Catalogue of Life.